# Berwyn Price
Berwyn Price (* 15. August 1951 in Tredegar) ist ein ehemaliger britischer Hürdenläufer, der sich auf die 110-Meter-Distanz spezialisiert hatte und wegen seiner Sprintstärke auch in der 4-mal-100-Meter-Staffel eingesetzt wurde.
Bei den Olympischen Spielen 1972 in München erreichte er über 110 Meter Hürden das Halbfinale und schied mit der britischen 4-mal-100-Meter-Stafette im Vorlauf aus. 1973 siegte er bei der Universiade in Moskau.
Bei den British Commonwealth Games in Christchurch gewann er für Wales startend Silber. Im Sommer wurde er bei den Europameisterschaften in Rom Siebter.
1976 holte er bei den Halleneuropameisterschaften in München Silber über 60 Meter Hürden und schied bei den Olympischen Spielen in Montreal im Halbfinale aus. 1978 wurde er bei den Halleneuropameisterschaften in Mailand Vierter über 60 Meter Hürden und siegte bei den Commonwealth Games in Edmonton. Bei den Commonwealth Games 1982 in Brisbane wurde er Sechster.
Über 110 Meter Hürden wurde er je sechsmal Englischer Meister (1973–1978) und Walisischer Meister (1971, 1977–1979, 1981, 1982), über 60 Meter Hürden viermal Englischer Hallenmeister (1971, 1975, 1976, 1978). 1975 wurde er Südafrikanischer Meister, 1977 und 1978 Britischer Meister. 2008 wurde er in die Welsh Athletics Hall of Fame aufgenommen.

## Bestzeiten
- 100 m: 10,8 s, 1971
- 50 m Hürden (Halle): 6,97 s, 12. März 1972, Grenoble (handgestoppt: 6,6 s, 20. Februar 1971, Berlin)
- 60 m Hürden (Halle): 7,80 s, 22. Februar 1976, München
- 110 m Hürden: 13,69 s, 18. August 1973, Moskau (handgestoppt: 13,5 s, 1. Juli 1973, Leipzig)